# Культура Албанії
Албанія протягом тривалого часу перебувала під різними правителями і соціальними системами, албанська культура деколи була серйозно звужена, але, незважаючи на це, албанці змогли зберегти свою культурну самобутність.
Культура Албанії була придушена комуністичним урядом, який також переслідував албанських письменників та інтелектуалів. Цензура застосовується суворо. Звідси і виник літературний і культурний вакуум, щоб створити нову національну ідентичність, засновану на комуністичній ідеології. З 1990-х, уряд підтримував збереження албанської народної культури. Є більш ніж 4000 установ культури в країні: національна бібліотека, державний хор, театр опери та балету.

## Мистецтво
Ібрагім Кодра є албанським художником, визнаним як один з найзначніших живописців XX століття, на рівні з Пабло Пікассо. Як засновник інноваційної інтерпретації Кубізму, Кодра експонував свої роботи та співпрацював з Пабло Пікассо, значно сприяючи еволюції сучасного мистецтва. Його роботи, представлені у провідних національних музеях, в Італійському парламенті (La Grande Pace) і в Ватиканських музеях, характеризуються суворою геометричною та метафізичною естетикою, що закріплює його позицію як центральної фігури в історії мистецтва Європи.